# Попытка государственного переворота в Гамбии (2022)
20 декабря 2022 года вооружённые силы Гамбии разгромили группу военных, планировавших свергнуть правительство президента Адама Барроу. О заговоре узнала разведка. 21 декабря Министерство информационных служб Гамбии заявило, что власти контролируют ситуацию в стране.

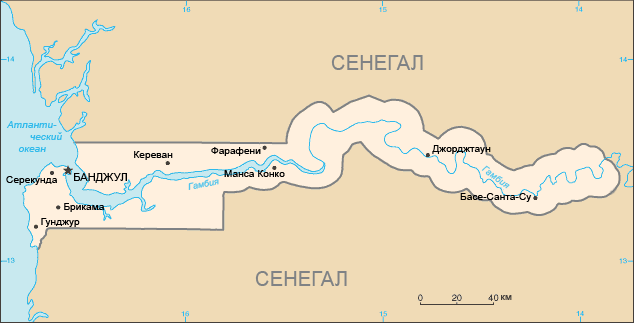
Карта Гамбии

Руководителя путчистов младшего капрала ВМС Гамбии Санна Фадера и ещё шестерых задержанных военных обвинили в государственной измене и заговоре против правительства. По просьбе прокуратуры Гамбии Интерпол выдал ордер на арест офицера, подозреваемого в попытке переворота (в октябре 2023 года приговорён к 12 годам заключения). Он сбежал из страны, когда его соратников арестовали.
Экономическое сообщество стран Западной Африки и основная оппозиционная Объединённая демократическая партия осудили попытку переворота.